# Ctenoplana duboscqui
Ctenoplana duboscqui är en kammanetart som beskrevs av Dawydoff 1929. Ctenoplana duboscqui ingår i släktet Ctenoplana och familjen Ctenoplanidae. Inga underarter finns listade i Catalogue of Life.